# Assoturismo
Assoturismo,  il cui nome esteso è federazione italiana del turismo, è una federazione sindacale italiana che aggrega alcune imprese operanti nel settore del turismo aderenti alla Confesercenti. Il presidente nazionale è Vittorio Messina ed il coordinatore nazionale è Corrado Luca Bianca.

## Associazioni aderenti ad Assoturismo
Assoturismo è costituito dalle seguenti federazioni di imprenditori:
- FIEPeT: Federazione Italiana Esercenti Pubblici e Turistici
- Assohotel: Associazione Nazionale Imprenditori d'Albergo
- Assoviaggi: Associazione Italiana Agenzie di Viaggi e Turismo
- FIBA: Federazione Italiana Stabilimenti Balneari
- Assocamping: Associazione Nazionale Campeggi Turistico Ricettivi
- AICEB: Associazione Italiana Centri Benessere
- AIEB: Associazione Italiana Emettitori Buoni Pasto
- AIGO: Associazione Italiana Gestori Ricettività e Ospitalità Diffusa
- SIDeD: Sindacato Italiano Dancing e Discoteche
- FIOCS: Federazione Italiana Operatori Commerciali Stazioni
- FIAST: Federazione Italiana Animazione e Servizi Turistici
- Federnoleggio: Federazione Italiana delle Imprese di Noleggio Auto e Autobus con Conducente
- Assonavigazione: Associazione Italiana Navigatori Turistici